# Świdry (powiat piski)
Świdry (niem. Schwiddern) – wieś w Polsce położona w województwie warmińsko-mazurskim, w powiecie piskim, w gminie Biała Piska. W latach 1975–1998 miejscowość należała administracyjnie do województwa suwalskiego.

## Historia
Wieś powstała w ramach kolonizacji Wielkiej Puszczy. Wcześniej był to obszar Galindii. Wieś ziemiańska, dobra służebne w posiadaniu drobnego rycerstwa (tak zwani wolni, ziemianie w język staropolskim), z obowiązkiem służby rycerskiej (zbrojnej). Osada powstała przed wojną trzynastoletnią (1454-1466) W XV i XVI w. wieś wymieniana w dokumentach pod nazwą Schwidren, Schwider.
Wieś służebna lokowana przez komtura Zygfryda Flacha von Schwartzburga w 1471 r., na 40 łanach na prawie magdeburskim, z obowiązkiem dwóch służb zbrojnych. Przywilej otrzymali spokrewnieni: Stanik, Mikołaj, Andrzej, Stefan, Jakub, Jan, Wojtek, Paweł, Miśko, kolejny Jan, Marcin.
Ze Świder pochodził Maciej Gut, który w 1550 r. był zasadźcą wsi Harsz w starostwie węgoborskim (węgorzewskim).